# 1124 هـ
1124 هـ هي سنة في التقويم الهجري امتدت مقابلةً في التقويم الميلادي بين سنتي 1712 و1713.

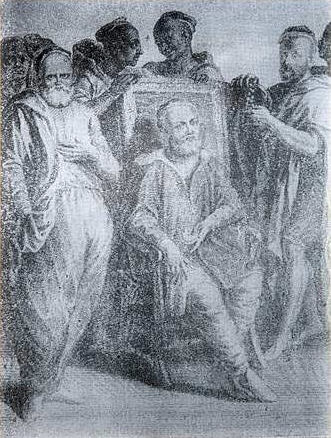
عبد الله بن عائشة

## وفيات
- عبد الله بن عائشة، أدميرال وقرصان وسفير مغربي.